# 山丘 (威肯歌曲)
〈山丘〉（英語："The Hills"）是加拿大歌手威肯的歌曲，於2015年5月27日作為威肯第二張錄音室專輯《狂野之美》的第二首單曲發行。

## 資料來源
1. ↑  . August 28, 2015.